# Остапенко Ілля Опанасович
Ілл́я́ Опана́сович Оста́пенко (1904—1944) — капітан Робітничо-селянської Червоної Армії, учасник німецько-радянської війни, радянський парламентер, убитий у Будапешті.

## Біографія
Ілля Остапенко народився в 1904 році на території Сумської області. Проживав у Горлівці , працював забійником на шахті ім. Леніна. У 1942 році Остапенко був призваний на службу в Робітничо-селянську Червону Армію. З вересня 1943 року — на фронтах німецько-радянської війни, був старшим інструктором з роботи серед військ і населення супротивника політвідділу 316-ї стрілецької дивізії.
Вільно розмовляючи німецькою, Остапенко займався пропагандистською роботою серед ворожих військ, опитував полонених. У результаті його діяльності лише на початку 1944 року на радянську сторону перейшло 13 солдатів противника. Особисто брав участь у боях.
У період боїв за звільнення Угорщини Остапенко займався підготовкою та закиданням у ворожий тил декількох військовополонених угорських солдатів, які розпропагандували й підбити перейти на бік радянських військ понад 200 солдатів і офіцерів угорської та німецької армій.
29 грудня 1944 за погодженням зі Ставкою Верховного Головнокомандування командування 2-го і 3-го Українських фронтів запропонувало Будапештському гарнізону капітулювати. Лист з ультиматумом в Буду мав доставити Остапенко, а в Пешт — капітан Міклош Штайнмеца. На момент початку своєї місії Остапенко вже знав про загибель групи Штайнмеца, але не відмовився від виконання завдання. Група Остапенко наблиєаючись до німецьких позицій піддалася обстрілу, проте ніхто не постраждав. Німецька варта зав'язала очі парламентарям і доставила їх у штаб 8-ї кавалерійської дивізії СС, що розташовувався на горі Геллерт. Остапенко вручив старшому офіцеру ультиматум, але після відмови німців капітулювати став повертатися. Їх знову довели із зав'язаними очима до лінії фронту і відпустили. Коли Остапенко з товаришами перетнув нейтральну смугу і попрямував в розташування радянських військ, по них був відкритий мінометний вогонь. Остапенко загинув на місці, двоє інших членів групи — Орлов і Горбатюк — залишилися живими. 
31 грудня 1944 про смерть Остапенка і Штайнмеца повідомило московське радіо, одночасно з цим про загибель парламентера дізналися у верховному командуванні вермахту, яким був відданий наказ провести розслідування загибелі парламентерів. Осколки снарядів, витягнуті з тіла Остапенка радянськими експертами, мали угорське походження, тому радянське командування оголосило про вбивство парламентерів у порушення законів війни. Комендант Будапешта Пфеффер — Вільденбрух, з яким вела перемовини група Остапенка, заперечував свою провину перед вищим командуванням.

## Поховання та вшанування пам'яті
Остапенко був з військовими почестями похований у Будапешті. У Будапешті Остапенку і Штайнмецу були встановлені пам'ятники, на початку 1990-х років обидва пам'ятники були перенесені в парк Мементо. На честь Остапенка названа вулиця в Горлівці.

## Нагороди
Остапенко був нагороджений орденами Вітчизняної війни 1-го і 2-го ступенів, орденом Червоної Зірки.